# 시큐랩
시큐랩은 대한민국의 소프트웨어를 개발하는 기업이다. 2017년 1월 1일에 설립된 기업이다.

## 설명
시큐랩은 대한민국에서 운영하는 앱사이트를 주로 개발하는 업무를 하고 있으며 솔루션의 산업을 수행하는 기업이 된다. 기업의 대표는 윤성진이며 중소기업에 속하고 국민연금, 건강보험, 고용보험, 산재보험을 보험으로 들고 있다. 본사는 대전광역시 유성구 가정로 218번지에 위치하고 있다. 시큐랩에서 운영하는 대표적인 앱사이트로는 아이지키미가 있다.

## 같이 보기
- 소프트웨어
- 기업